# .hm
.hm este un domeniu de internet de nivel superior, pentru Insula Heard și Insulele McDonald (ccTLD).